# Kompayak Porpramook
Kompayak Porpramook (* 18. Juni 1982 in Amphoe Lam Plai Mat, Thailand) ist ein thailändischer Boxer im Halbfliegengewicht. 

## Profikarriere
Im Jahre 2000 begann er erfolgreich seine Profikarriere. Ende April 2011 errang er den Weltmeistertitel des WBC, welchen er insgesamt zweimal verteidigte und im Oktober 2012 an Adrián Hernández durch T.K.o. in der 6. Runde verlor.